# Wiktor Wassiljewitsch Solotow

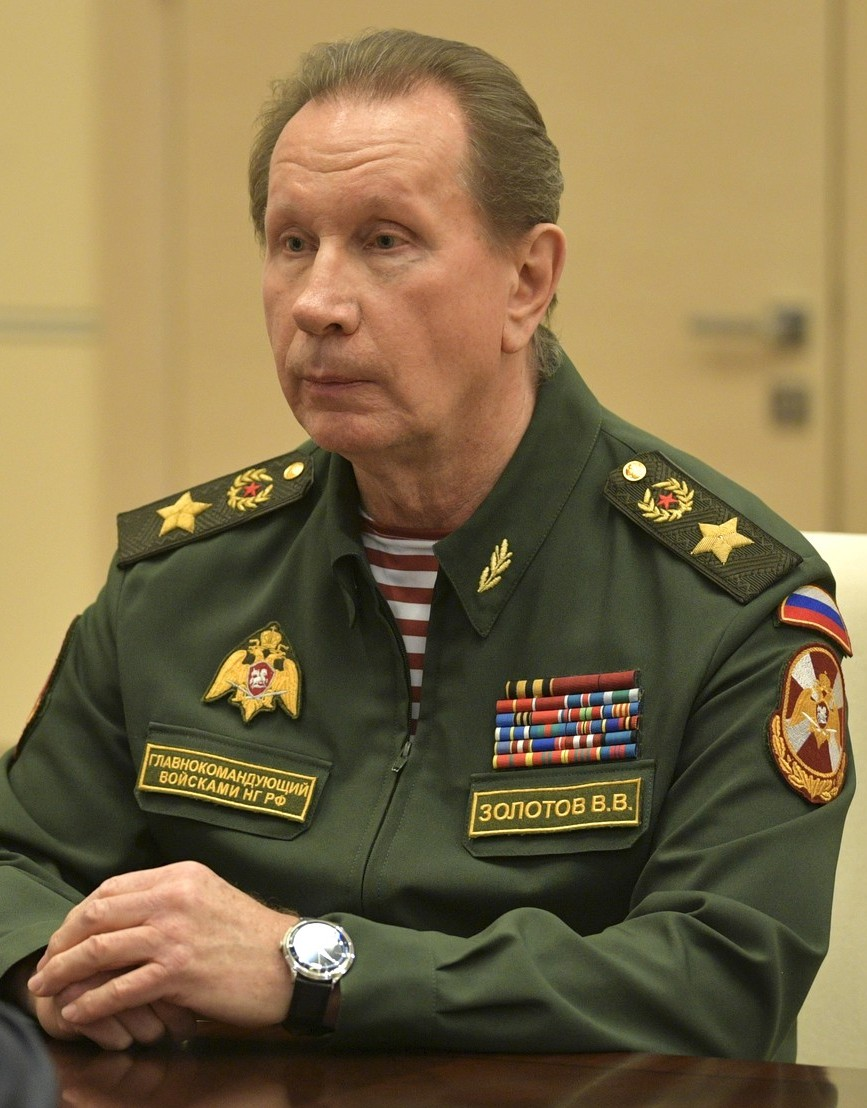
Wiktor Solotow (2020)

Wiktor Wassiljewitsch Solotow (russisch Виктор Васильевич Золотов; * 27. Januar 1954 in Sassowo) ist ein russischer Armeegeneral und der derzeitige Direktor der Nationalgarde Russlands und Mitglied des Sicherheitsrates Russlands.

## Biografie
Solotow wurde in eine Arbeiterfamilie geboren und arbeitete als Stahlarbeiter. Nach seiner Schulzeit leistete er seinen Wehrdienst „in  den  Grenztruppen  des  sowjetischen  Komitees für Staatssicherheit (KGB) ab“. Nach seiner Ausbildung zum Schlosser ging er zum KGB und „diente dort fast 20 Jahre lang in der Abteilung 9, die für die Sicherheit der Politbüromitglieder verantwortlich war“.
Anlässlich des Augustputsches in Moskau 1991 war er kurzzeitig Leibwächter von Boris Jelzin und wurde im selben Jahr Personenschützer des Bürgermeisters von Sankt Petersburg Anatoli Sobtschak. Damals traf er Wladimir Putin, der zu dieser Zeit Vizebürgermeister war. Solotow wurde ein Sparringspartner des zukünftigen Präsidenten Russlands im Boxen und Judo, und „wenn Putin in der Öffentlichkeit erschien, konnte Solotow direkt hinter ihm gesehen werden“. Solotow gilt seitdem als einer von Putins engsten Vertrauten. Auch Solotow stammt wie Putin aus dem Dienst des KGB. Von 1996 bis 1999 arbeitete er in der Sicherheitsfirma Baltik-Escort als persönlicher Leibwächter des russischen Geschäftsmanns Roman Tsepow.
Von 2000 bis 2013 war Solotow Chef des Sicherheitsdienstes des russischen Ministerpräsidenten und Präsidenten Putin. Er kommandierte Sicherheitsoffiziere, die in Russland als „Männer in Schwarz“ bekannt sind, weil sie schwarze Anzüge und schwarze Sonnenbrillen trugen. 2014 wurde er Erster Stellvertretender Innenminister der Russischen Föderation und Oberbefehlshaber der inneren Truppen des Innenministeriums.
Im April 2016 wurde Solotow Oberbefehlshaber der russischen Nationalgarde und durch ein  Präsidialdekret zum Mitglied des Sicherheitsrates ernannt.
Im April 2018 verhängten die Vereinigten Staaten Sanktionen gegen ihn und 23 weitere russische Staatsangehörige.
2018 erlangte Solotow durch eine im Internet verbreitete Videobotschaft breite öffentliche Aufmerksamkeit, in der er den Oppositionellen Alexei Nawalny bedrohte, nachdem dieser von Korruption innerhalb der Nationalgarde berichtet hatte. Ein Vertrauter Solotows war demnach zum einzigen Lebensmittellieferanten der Garde avanciert und die Einkaufspreise hatten sich anschließend zum Teil verdoppelt.
Aufgrund der Inhaftierung von Alexei Nawalny im Jahr 2021 verhängte die Europäische Union (EU) Anfang März 2021 Einreisesperren in die EU und Kontensperrungen gegen ihn als den Befehlshaber der russischen Nationalgarde.

## Russischer Überfall auf die Ukraine
Solotow war der erste ranghohe General aus Wladimir Putins Sicherheitsapparat, der am 14. März 2022, am Tag 19 des Krieges eingestand, dass Russland bei seiner Invasion nicht so vorankomme wie geplant. Präsident Putin hatte zuvor stets geäußert, alles laufe nach Plan – auch zeitlich.